# Lingua eblaita
La lingua eblaita era una lingua semitica orientale, parlata nel III millennio a.C. nel centro e nel nord della Siria e nell'Alta Mesopotamia occidentale.

## Classificazione
La lingua eblaita appartiene al gruppo semitico della famiglia linguistica delle lingue afro-asiatiche.

## Storia
Prende il nome dall'antica città di Ebla (Tell Mardikh, تل مرديخ), tra Aleppo ed Hama, nell'attuale Siria nord-occidentale. La lingua è infatti conosciuta attraverso il ritrovamento a Ebla di 17.040 tavolette d'argilla (talvolta solo frammenti) incise in caratteri cuneiformi, risalenti al Proto-Dinastico IIIa e IIIb (precisamente ampie porzioni del cosiddetto "palazzo reale", o palazzo G, datano ad un periodo che va dal 2350 al 2300 a.C.).
La scoperta archeologica avvenne tra il 1974 ed il 1976. Da tali documenti - la cui lingua è stata studiata e sostanzialmente avviata alla decifrazione dall'epigrafista della missione italiana, Giovanni Pettinato, dell'Università La Sapienza di Roma, si è potuto stabilire che l'eblaita appartiene alle lingue semitiche orientali, come la lingua accadica.
Lingue con cui fu "in contatto" l'eblaita sono il paleo-accadico e l'hurrita. In questa fase in Siria sono già attestati i Martu (Amorrei), un popolo di pastori che avrà grande influenza sulla storia del Vicino Oriente antico..
Le iscrizioni regie e la documentazione amministrativa in paleoaccadico e il cuneiforme eblaita vengono considerati le più antiche attestazioni di una lingua semitica.